# Oedignatha indica
Oedignatha indica är en spindelart som beskrevs av C. Adinarayana Reddy och Patel 1993. Oedignatha indica ingår i släktet Oedignatha och familjen flinkspindlar. Inga underarter finns listade i Catalogue of Life.